# Matka (Andersen)

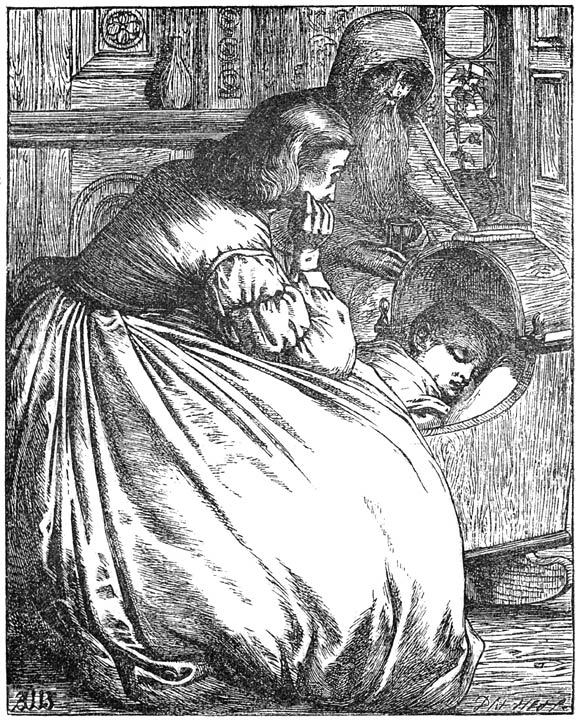
Matka, Alfred Walter Bayes.

Matka (dánsky Historien om en moder) je název pohádky Hanse Christiana Andersena. Příběh poprvé vyšel v prosinci 1847.

## Příběh
Matka se během zimy stará o své nemocné dítě, v okamžiku nepozornosti jí ho však vezme personifikovaná Smrt. Vydá se své dítě hledat a na své cestě obětuje své oči a vlasy. Když Matka konečně najde Smrt, ta jí odvětí, že tím, že jí vzala dítě, koná jen Boží vůli. Smrt nechá Matku nahlédnout do studně, kde vidí budoucnost dvou dětí – jedna je plná lásky a štěstí, druhá plná zármutku a mizérie. Matka se ptá, která budoucnost je jejího dítěte. Nakonec nechá Smrt své dítě odnést do neznámé země.

## Adaptace

### Filmy
- Historien om en moder (1949), dánský film, režie Max Louw.
- Historien om en moder (1963), dánský film, režie Erik Kirchner, Erik Mortensen a Jørgen Thoms
- Historien om en moder (1979), dánský film, režie Claus Weeke
- Death and the Mother (1988), anglický film, režie Ruth Lingford
- Historia de una madre (2003), mexický film, režie Erik Mariñelarena
- Historien om en mor (2005), dánský televizní film, režie Svend Ploug Johansen

### Komiks
- Matka (2004), dánský komiks Petera Madsena